# فرانك تاليا
فرانك تاليا (بالإنجليزية: Frank Talia)‏ هو لاعب كرة قدم أسترالي في مركز حراسة المرمى، ولد في 20 يوليو 1972 في ملبورن في أستراليا. لعب مع بلاكبيرن روفرز ورويال أنتويرب وسويندون تاون وشيفيلد يونايتد ونادي ريدنغ ونادي هارتلبول يونايتد ووولفرهامبتون واندررز وويكمب وندررز.

## وصلات خارجية
- فرانك تاليا على موقع قاعدة بيانات كرة القدم.إي يو (الإنجليزية)
- فرانك تاليا على موقع Soccerbase.com (لاعب) (الإنجليزية)